# Hü 17滑翔機
Hütter Hü 17是一款高翼、支柱支撐、單座的訓練滑翔機，由烏立克·胡特和沃爾夫岡·胡特爾兄弟於1930年代設計。
該機的正式名稱尚不清楚，出現過的包括Hütter Hü 17、Hütter-17、Hütter H-17、Hutter H-17、Hütter Hü-17、Göppingen Gö 5和Goppingen 5。

## 發展

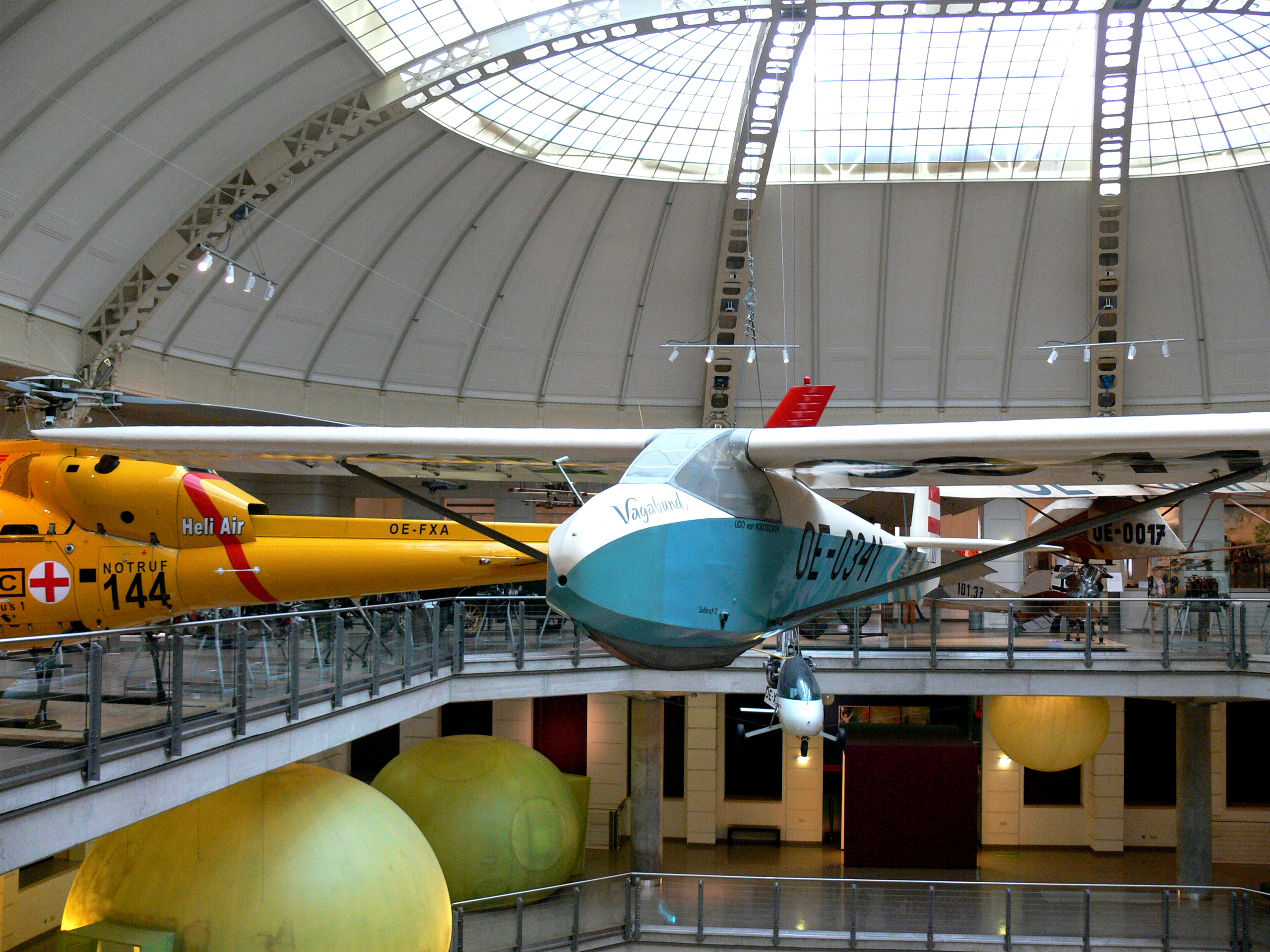

胡特爾兄弟在奧地利薩爾茲堡自行設計並製造Hü 17（17代表飛機的滑翔比）。在自行建造數百架Hü 17後，兄弟倆加入了Schempp-Hirth飛機製造公司，並在該公司製造五架Hü 17，編號為Göppingen Gö 5，而後這五架中的部分被美國陸軍航空軍徵收，作為教練滑翔機使用。
Hü 17採用木質結構，單柱機翼則採用飛機織物覆蓋物。機翼在翼根採用Göppingen 535的翼型，翼尖則採用NACA M-6。而機身外殼採用膠合板。

## 型號
Hü 17
採用9.7米（31.8英尺）寬翼展的原始版本
Hü 17B
二戰後提出的升級版本，增長翼展並提高了空重和總重
Göppingen Gö 5
由Schempp-Hirth飛機製造公司製造的版本
TG-24
一架由美國陸軍航空軍接收後，使用的Gö 5 (serial number 42-57185)
CAT 20
義大利授權生產版本，共生產超過20架

### 書目
- Shenstone, B.S.; K.G. Wilkinson; Peter Brooks.  1st. Zurich: Organisation Scientifique et Technique Internationale du Vol a Voile (OSTIV) and Schweizer Aero-Revue. 1958: 9–13 （英语、法语及德语）.